# Postępowanie sądowoadministracyjne
Postępowanie sądowoadministracyjne – postępowanie sądowe, toczące się przed sądami administracyjnymi w sprawach z zakresu kontroli administracji publicznej. 

## Zakres właściwości sądów administracyjnych
Zgodnie z art. 2 ustawy z dnia 30 sierpnia 2002 r. prawo o postępowaniu przed sądami administracyjnymi (p.p.s.a) sądy administracyjne są powoływane do rozpoznawania spraw sądowoadministracyjnych. Jurysdykcja polskich sądów administracyjnych została wyznaczona przy użyciu metody klauzuli generalnej (do właściwości sądów administracyjnych należą wszystkie sprawy danego rodzaju) uzupełnionej enumeracją negatywną (zamknięty katalog spraw wprost wyłączonych spod właściwości sądów administracyjnych).
Zgodnie z art. 3 § 2 p.p.s.a., kontrola ta obejmuje orzekanie w sprawach skarg na:
- decyzje administracyjne
- postanowienia wydane w postępowaniu administracyjnym, na które służy zażalenie albo kończące postępowanie, a także na postanowienia rozstrzygające sprawę co do istoty
- postanowienia wydane w postępowaniu egzekucyjnym i zabezpieczającym, na które służy zażalenie[5]
- inne akty lub czynności z zakresu administracji publicznej dotyczące uprawnień lub obowiązków wynikających z przepisów prawa, z wyłączeniem aktów lub czynności podjętych w ramach postępowania administracyjnego określonego w Kodeksie postępowania administracyjnego, postępowań określonych w działach IV, V i VI Ordynacji podatkowej, postępowań, o których mowa w dziale V w rozdziale 1 ustawy z dnia 16 listopada 2016 r. o Krajowej Administracji Skarbowej (Dz.U. z 2025 r. poz. 1131), oraz postępowań, do których mają zastosowanie przepisy powołanych ustaw (np. niektóre czynności materialno-techniczne[6])
- pisemne interpretacje przepisów prawa podatkowego wydawane w indywidualnych sprawach, opinie zabezpieczające i odmowy wydania opinii zabezpieczających
- opinie, o których mowa w art. 119zzl § 1 Ordynacji podatkowej, i odmowy wydania tych opinii
- akty prawa miejscowego organów jednostek samorządu terytorialnego i terenowych organów administracji rządowej
- akty organów jednostek samorządu terytorialnego i ich związków, inne niż określone wyżej, podejmowane w sprawach z zakresu administracji publicznej
- akty nadzoru nad działalnością organów jednostek samorządu terytorialnego
- bezczynność lub przewlekłe prowadzenie postępowania, lub przewlekłe prowadzenie postępowania dotyczących pisemnych interpretacji przepisów prawa podatkowego wydawanych w indywidualnych sprawach, opinii zabezpieczających i odmowy wydania opinii zabezpieczających
- bezczynność lub przewlekłe prowadzenie postępowania w sprawach dotyczących innych niż wyżej wymienione aktów lub czynności z zakresu administracji publicznej dotyczących uprawnień lub obowiązków wynikających z przepisów prawa podjętych w ramach postępowania administracyjnego określonego w Kodeksie postępowania administracyjnego oraz postępowań określonych w działach IV, V i VI Ordynacji podatkowej oraz postępowań, do których mają zastosowanie przepisy powołanych ustaw.

Sąd administracyjny nie kontroluje więc bezczynności administracji publicznej w zakresie wydawania innych aktów (nieindywidualnych), ani bezczynności nadzoru nad samorządem terytorialnym. Zainteresowany sprawą obywatel nie może też zaskarżyć do sądu administracyjnego rozstrzygnięcia nadzorczego, ani jego braku. Regułą jest też, że sąd nie może uwzględnić skargi na bezczynność organu administracyjnego polegającą na niewydawaniu aktu prawa miejscowego. Wprawdzie przepisy (art. 101a ustawy o samorządzie gminnym, art. 88 ust. 3 ustawy o samorządzie powiatowym, art. 91 ust. 1 ustawy o samorządzie województwa, art. 45 ust. 1 ustawy o wojewodzie i administracji rządowej w województwie) pozwalają kierować do sądu administracyjnego skargę, gdy organ nie wykonuje czynności nakazanych prawem, ale bardzo rzadko jest wyznaczony termin wydania przepisu miejscowego i organ łatwo może usprawiedliwić niewydanie aktu prawa miejscowego twierdząc, że w jego ocenie jeszcze nie nadszedł czas na wydanie takiego przepisu, jakiego oczekuje skarżący. W ten sposób w praktyce organy zwlekające z wydaniem aktu prawa miejscowego są poza zasięgiem skutecznej kontroli sądowej.
W polskim prawie procesowym pojęcie decyzji nie zostało zdefiniowane, natomiast prawo materialne posługuje się wieloma różnymi nazwami dla autorytatywnych rozstrzygnięć np. zezwolenie, pozwolenie, nakaz. W związku z powyższym w orzecznictwie sądów administracyjnych wypracowano funkcjonalne podejście do pojęcia decyzji. Kryterium rozstrzygającym jest władcze i jednostronne rozstrzygnięcie o prawach lub obowiązkach jednostki. 
Nie można też zaskarżyć do sądu administracyjnego nieprawidłowości ani bezczynności w załatwianiu skarg i wniosków (uregulowanych w dziale VIII Kodeksu postępowania administracyjnego) czy petycji (normowanych ustawą o petycjach).
Zgodnie z ogólnymi zasadami ustroju sądownictwa w Polsce sądy administracyjne nie są właściwe w sprawach tych sporów, które objęte są kognicją (właściwością) sądów powszechnych (cywilnych, rodzinnych, pracy, ubezpieczeń społecznych, gospodarczych i karnych) i sądów wojskowych.